# Deli
Deli, Déli ou Delhi, conhecida localmente como Dilli (em hindi: दिल्ली; romaniz.: Dilli;  em panjabi: ਦਿੱਲੀ; em urdu: دِہلی‎ dihlī), é a segunda maior e mais importante cidade da Índia, atrás apenas de Bombaim. Situada no norte do país, engloba a região de Nova Deli (em hindi: Ni Dilli), a capital do país. Com uma população estimada em 2011 em pouco mais de 11 milhões de habitantes, a cidade de Deli figura a segunda maior cidade da Índia, e a oitava maior do mundo — porém se consideramos seu complexo metropolitano expandido, conhecido como a Região da Capital Nacional (TCN), que engloba partes dos estados de Haryana, Uttarakhand, Utar Pradexe e Rajastão, a população da cidade sobe para 23,2 milhões de habitantes (2011), a maior do país e a segunda maior do mundo, distribuída por uma área estimada em 1 483 km².
Deli tornou-se a capital do Império Mogol em 1638. Quando o Império Britânico passou a dominar grande parte da Índia, com Deli conquistada em 1803, Calcutá se tornou a capital. Voltou a ser capital administrativa do Reino Unido de 1912. Em 1947, quando a Índia declarou-se independente do domínio britânico, Nova Deli, nova cidade construída ao Sul da antiga cidade, reurbanizada sobre antigas partes da cidade, foi declarada capital e sede administrativa do governo indiano, passando a sediar o Parlamento Indiano e outros órgãos importantes do governo do país. Os idiomas principais são o hindi, o urdu, o panjabi e o inglês.

## Etimologia
A etimologia de "Deli" é incerta, mas existem muitas possibilidades. A possibilidade mais comum é que seu epônimo seja Dhillu ou Dilu, um rei da dinastia Máuria, que construiu a cidade em 50 a.C. e deu nome a cidade. A palavra hindi/prácrita dhili ("frouxo") era usada pelos Tuar Rajputs para se referir a cidade por causa do pilar de ferro construído pelo Rajá Dhava, ele tinha um fraco alicerce e foi substituído. As moedas em circulação na região na época dos Rajputs eram chamadas dehliwal. Alguns outros historiadores acreditam que o nome é derivado de Dilli, uma variação de dehleez ou dehali — hindi para "entrada" — que designava a cidade enquanto uma porta de entrada para a planície Indo-Gangética. Uma outra teoria sugere que o nome original da cidade era Dhillika.

## História
A importância histórica de Deli provém da sua situação estratégica no norte da Índia. Situada entre as colinas Aravalli e o rio Yamuna, a sua posição facilitou o controle das rotas comerciais que circulavam de noroeste até às planícies do rio Ganges.
A primeira referência à cidade aparece no Mahabharata. Este texto situa a sua localização como a da mítica cidade de Indraprastha, capital dos Pandavas. Segundo o Mahabharata, Deli seria uma das cidades mais antigas do mundo, já que sua história remontaria há mais de 3 000 anos.
Os achados arqueológicos mais antigos encontrados na zona remontam ao período do Império Máuria, por volta do ano 300 a.C.; desde então, a zona esteve continuamente povoada. Um total de oito cidades relevantes na história situaram-se na zona de Deli. As quatro principais estavam situadas a sul da cidade actual.
Estas cidades, das quais ainda há vestígios arqueológicos, eram:
1. Qila Rai Pitora, construída por Prithviraj III próxima do antigo povoado de Lal-Kot.
2. Siri, construída por Muhammad Khilji em 1303.
3. Tughluqabad, construída entre 1321 e 1325.
4. Jahanpanah, construída por Muhammad bin Tughluq (1325-1351).
5. Kotla Firoz Shah, construída por Firuz Shah Tughluq (1351-1388).
6. Purana Qila, construída por Sher Shah Suri e Dinpanah construída por Humaium, ambas situadas próximo do local em que se situaria a lendária Indraprasha.
7. Shahjahanabad, construída por Shah Jahan entre 1638 e 1649. A cidade incluía o Forte Vermelho construído quando a capital do Império Mogol foi transferida de Agra para Deli.

### Do século VIII ao século XVI
Em 703, a dinastia dos Tomara fundou a cidade de Lal-Kot, perto do atual Qutb Minar. A cidade foi conquistada pelos reis da dinastia dos Chauhan em 1180 e foi renomeada como Qila Rai Pithora. Em 1192, o rei dos Chauhan, Prithviraj III, foi derrotado pelo exército afegão de Muhammad Ghori. A partir de 1206, Deli converteu-se na capital do sultanato de Deli.
O primeiro sultão de Deli, Qutb-ud-din Aybak, iniciou a construção do Qutb Minar para celebrar as suas vitórias, embora falecesse antes de vê-lo completado. Em 1526, o imperador Babur fundou a dinastia dos mogóis que governou Índia desde Deli até Agra ou Lahore.

### Do século XVI ao século XIX

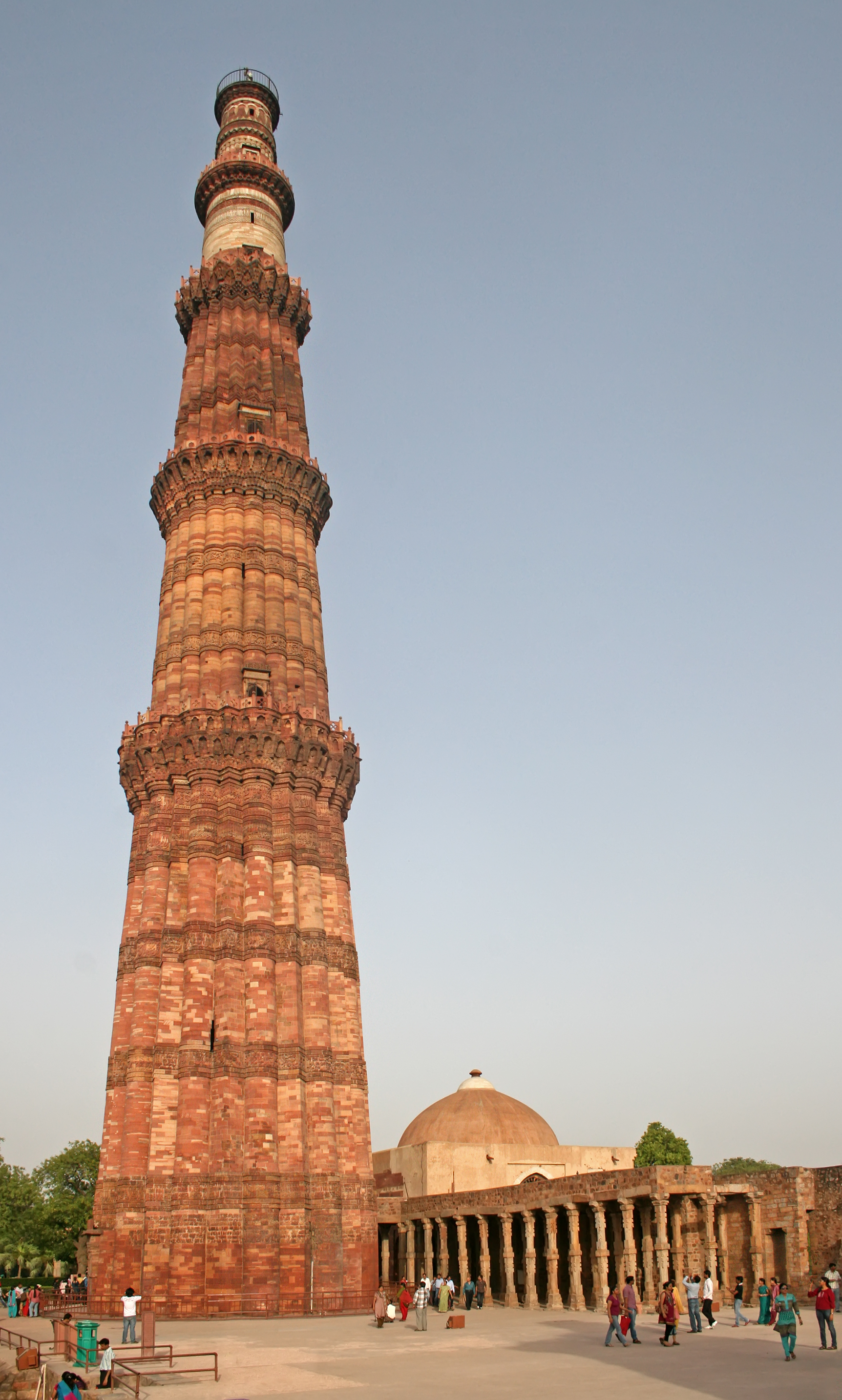
Minarete Qutb (Qutb Minar)

Em meados do século XVI ocorreu uma interrupção no reinado dos mogóis ao Sher Shah Suri derrotar Humaium, que se viu obrigado a fugir para Afeganistão e Pérsia. Sher Shah Suri construiu a sexta cidade, bem como o antigo forte, conhecido com o nome de Purana Qila. Após a morte de Sher Shah Suri, Humaium retomou o poder. O terceiro imperador mogol Akbar mudou a capital do império para Agra, o que derivou numa progressiva decadência da cidade de Deli.
Em meados do século XVII, o imperador Shah Haham construiu a cidade de Shahjahanabad, sétima das cidades e que corresponde ao que atualmente conhecemos como “Velha Deli”. A cidade continha um importante número de monumentos como o Forte Vermelho (Lal Qila) e a mesquita conhecida como Jama Masjid. A velha cidade serviu como capital do postreiro império mogol, de 1638 em diante, quando Aurangzeb foi coronada a sim mesmo imperador no jardim de Shalinar de Deli em 1658.
Deli ficou sob controlo britânico após a primeira guerra da independência indiana, em 1857; o último imperador mogol, Bahadur Xá Zafar II, exilou-se a Rangum e os territórios mogóis foram anexados à Índia britânica.

### Século XX
Em 1911, a capital da Índia britânica foi transferida de Calcutá para Deli, após a qual uma equipe de arquitetos britânicos, liderados por Edwin Lutyens projetou uma nova área política e administrativa, conhecida como Nova Deli, para abrigar os prédios do governo. Nova Deli, também conhecido como Deli de Lutyens, foi declarada oficialmente como a capital da União da Índia após o país ganhar a independência em 15 de agosto de 1947.
Durante a Partição da Índia, milhares de refugiados hindus siques de Punjab Ocidental e Sind fugiram para Deli, enquanto muitos residentes muçulmanos da cidade migraram para o Paquistão. A partir de 31 de outubro de 1984, cerca de 30 000 siques foram mortos durante os quatro dias de massacres, ocorrido após os guarda-costas siques da então primeira-ministra, Indira Gandhi, a terem assassinado. A migração para Deli do resto da Índia continua, contribuindo mais para o aumento da população da cidade do que a taxa de natalidade, que encontra-se em declínio.
A 69.ª emenda à Constituição da Índia, de 1991 (The Constitution (Sixty-Ninth Amendment) Act, 1991), declarou que o território da União de Deli passaria formalmente a ser chamado de "Território da Capital Nacional de Deli" (National Capital Territory of Delhi). O ato deu a Deli sua própria assembleia legislativa, embora com poder limitado. Em dezembro de 2001, o prédio do Parlamento da Índia de Nova Deli foi atacado por militantes armados, resultando na morte de seis integrantes da segurança. A Índia suspeitou da participação de grupos militantes baseados no Paquistão nos ataques que resultaram numa grande  crise diplomática entre os dois países. Deli novamente testemunhou ataques terroristas em outubro de 2005 e setembro de 2008 que resultaram na morte de 62 e 30 civis, respectivamente.

## Geografia
O Território da Capital Nacional de Deli (TCN; em inglês: National Capital Territory of Delhi — NCT) possui uma área total de 1 483 km², dos quais 924,68 km² é designado urbano e 558,32 km² rural. Deli tem um comprimento máximo de 51,9 km e uma largura máxima de 48,48 km. Existem três organizações locais (cidades legais — statutory towns): a Corporação Municipal de Deli (Municipal Corporation of Delhi — com 1 397,3 km²), a Comissão Municipal de Nova Deli (New Delhi Municipal Committee — com 42,7 km²) e o Acantonamento de Deli (Delhi Cantonment Board — 43 km²). Para fins de desenvolvimento, a área rural está dividida em cinco Blocos de Desenvolvimento Comunitário (Community Development Blocks): Alipur, Kanjhawala (Nangloi), Najafgarh, Mehrauli e Shahdara. Há 209 aldeias em Deli, das quais 199 são habitadas e as 10 restantes estão desertas.
Deli possui uma grande área, em suas extremidades se estende desde "Sarup Nagar" no norte até "Rajorki" no sul. "Najafghar" é o ponto mais a oeste e o rio Yamuna é a sua extremidade oriental. Locais como "Shahdara" e "Bhajanpura" estão localizados na extremidade leste da cidade e estão entre os principais centros comerciais de Deli. A Região da Capital Nacional (RCN; em inglês: National Capital Region — NCR), corresponde a região metropolitana ou conurbação de Deli, ela abrange todo o TCN e outras localidades ao sul e leste de sua fronteira, ou seja, Noida e Gurgaon.
O terreno de Deli é muito irregular. Ele oscila de áreas planas agrícolas no norte a colinas áridas (uma ramificação da cordilheira de Aravalli do Rajastão) no sul. No passado existiram grandes lagos naturais na parte sul da cidade, mas a maioria deles secaram devido à mineração. A cidade é margeada pelo rio Yamuna, que a separa das áreas a leste do rio, que não pertencem ao TCN, embora haja uma boa conectividade entre elas, com um número de pontes e metrô. Toda a cidade (TCN), incluindo Nova Deli, fica a oeste do rio. A leste do rio continua a NCR, região metropolitana de Deli.

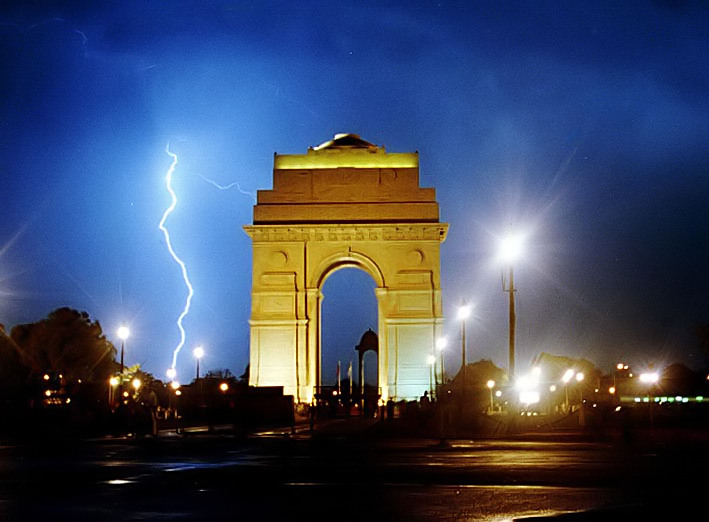
Relâmpago perto da Porta da Índia, Nova Deli. A maior parte da precipitação na cidade ocorre durante a época das monções que vai de julho a agosto.

Deli está localizada a 28° 36' 36" N e 77° 13' 48", no norte da Índia. Faz divisa com os estados indianos de Utar Pradexe, a leste, e Haryana, a oeste, norte e Sul. Deli está inserida quase que inteiramente na planície Indo-Gangética. Duas características importantes da geografia de Deli são a várzea do rio Yamuna e o tergo de Deli. As baixas planícies inundadas do Yamuna proporciona solo aluvial fértil, apropriado para a agricultura. No entanto, essas planícies são propensas a inundações periódicas. Chegando a uma altura de 318 m, o tergo constitui a característica mais dominante nesta região. Origina-se na cordilheira de Aravalli, no sul, e circunda o oeste, nordeste e noroeste da cidade. O Yamuna, um rio sagrado no hinduísmo, é o único grande rio que corta Deli. Outro rio chamado rio Hindon separa Gaziabade da parte oriental de Deli. Deli é da zona sísmica-IV, tornando-a vulnerável a grandes sismoss, embora os estes não sejam comuns em Deli. Deli possui a terceira maior área verde entre as cidades da Índia.
Deli apresenta uma versão atípica do clima subtropical úmido, com verões longos e muito quentes e invernos breves e suaves. Os verões são longos e extremamente quentes desde o início de abril a meados de outubro, com a estação das monções no meio deste período. O início de março apresenta uma inversão na direção do vento, do sentido norte-oeste para o sentido sul-oeste. Estes ventos, chamados loo, trazem as ondas quentes do Rajastão, transportando areia e são uma característica do verão em Deli. As monções chegam no final de junho, trazendo um pouco de alívio no calor, mas ao mesmo tempo aumentando na umidade. O inverno, notório por sua densa névoa, começa no final de novembro e atinge seu auge em janeiro. As temperaturas extremas em Deli oscilam de 0 °C a 47 °C. A temperatura média anual é de 25 °C, as temperaturas médias mensais variam entre 14 °C a 33 °C. A precipitação média anual é de aproximadamente 800 milímetros, a maior parte dela durante as monções em julho e agosto. A data média do advento da monção em Deli é 29 de junho.
| Dados climatológicos para Deli (Safdarjung), 1971–1990                       | Dados climatológicos para Deli (Safdarjung), 1971–1990 | Dados climatológicos para Deli (Safdarjung), 1971–1990 | Dados climatológicos para Deli (Safdarjung), 1971–1990 | Dados climatológicos para Deli (Safdarjung), 1971–1990 | Dados climatológicos para Deli (Safdarjung), 1971–1990 | Dados climatológicos para Deli (Safdarjung), 1971–1990 | Dados climatológicos para Deli (Safdarjung), 1971–1990 | Dados climatológicos para Deli (Safdarjung), 1971–1990 | Dados climatológicos para Deli (Safdarjung), 1971–1990 | Dados climatológicos para Deli (Safdarjung), 1971–1990 | Dados climatológicos para Deli (Safdarjung), 1971–1990 | Dados climatológicos para Deli (Safdarjung), 1971–1990 | Dados climatológicos para Deli (Safdarjung), 1971–1990 |
| Mês                                                                          | Jan                                                    | Fev                                                    | Mar                                                    | Abr                                                    | Mai                                                    | Jun                                                    | Jul                                                    | Ago                                                    | Set                                                    | Out                                                    | Nov                                                    | Dez                                                    | Ano                                                    |
| ---------------------------------------------------------------------------- | ------------------------------------------------------ | ------------------------------------------------------ | ------------------------------------------------------ | ------------------------------------------------------ | ------------------------------------------------------ | ------------------------------------------------------ | ------------------------------------------------------ | ------------------------------------------------------ | ------------------------------------------------------ | ------------------------------------------------------ | ------------------------------------------------------ | ------------------------------------------------------ | ------------------------------------------------------ |
| Temperatura máxima recorde (°C)                                              | 30                                                     | 34,1                                                   | 40,6                                                   | 45,6                                                   | 47,2                                                   | 46,7                                                   | 45                                                     | 42                                                     | 40,6                                                   | 39,4                                                   | 36,1                                                   | 29,3                                                   | 47,2                                                   |
| Temperatura máxima média (°C)                                                | 21                                                     | 23,5                                                   | 29,2                                                   | 36                                                     | 39,2                                                   | 38,8                                                   | 34,7                                                   | 33,6                                                   | 34,2                                                   | 33                                                     | 28,3                                                   | 22,9                                                   | 31,2                                                   |
| Temperatura média (°C)                                                       | 14,3                                                   | 16,8                                                   | 22,3                                                   | 28,8                                                   | 32,5                                                   | 33,4                                                   | 30,8                                                   | 30                                                     | 29,5                                                   | 26,3                                                   | 20,8                                                   | 15,7                                                   | 25,1                                                   |
| Temperatura mínima média (°C)                                                | 7,6                                                    | 10,1                                                   | 15,3                                                   | 21,6                                                   | 25,9                                                   | 27,8                                                   | 26,8                                                   | 26,3                                                   | 24,7                                                   | 19,6                                                   | 13,2                                                   | 8,5                                                    | 19                                                     |
| Temperatura mínima recorde (°C)                                              | −0,6                                                   | 1,6                                                    | 4,4                                                    | 10,7                                                   | 15,2                                                   | 18,9                                                   | 20,3                                                   | 20,7                                                   | 17,3                                                   | 9,4                                                    | 3,9                                                    | 1,1                                                    | −0,6                                                   |
| Precipitação (mm)                                                            | 19                                                     | 20                                                     | 15                                                     | 21                                                     | 25                                                     | 70                                                     | 237                                                    | 235                                                    | 113                                                    | 17                                                     | 9                                                      | 9                                                      | 790                                                    |
| Dias com precipitação (≥ 1 mm)                                               | 2                                                      | 2                                                      | 2                                                      | 2                                                      | 3                                                      | 6                                                      | 13                                                     | 12                                                     | 6                                                      | 2                                                      | 1                                                      | 2                                                      | 53                                                     |
| Umidade relativa (%)                                                         | 63                                                     | 55                                                     | 47                                                     | 34                                                     | 33                                                     | 46                                                     | 70                                                     | 73                                                     | 62                                                     | 52                                                     | 55                                                     | 62                                                     | 54                                                     |
| Insolação (h)                                                                | 214,6                                                  | 216,1                                                  | 239,1                                                  | 261                                                    | 263,1                                                  | 196,5                                                  | 165,9                                                  | 177                                                    | 219                                                    | 269,3                                                  | 247,2                                                  | 215,8                                                  | 2 684,6                                                |
| Fonte: NOAA                                                                  |                                                        |                                                        |                                                        |                                                        |                                                        |                                                        |                                                        |                                                        |                                                        |                                                        |                                                        |                                                        |                                                        |
| Fonte 2: Indian Meteorological Department (recordes de temperatura até 2010) |                                                        |                                                        |                                                        |                                                        |                                                        |                                                        |                                                        |                                                        |                                                        |                                                        |                                                        |                                                        |                                                        |

## Administração
O Território da Capital Nacional de Deli é composto por nove distritos, 27 tehsils, 59 vilas de recenseamento (census town), 165 aldeias e três cidades legais (statutory towns) — a Corporação Municipal de Deli (MCD), a Comissão Municipal de Nova Deli (NDMC) e o Acantonamento de Deli (DCB).

Mapa mostrando os nove distritos de Deli

A capital da Índia, Nova Deli, está sob a administração da Comissão Municipal de Nova Deli (NDMC). O presidente da NDMC é indicado pelo Governo da Índia em consulta com o ministro-chefe de Deli.
Deli possui quatro cidades-satélites principais, que se encontram fora do Território da Capital Nacional de Deli. As cidades são Gurgaon e Faridabade, no estado de Haryana, e Noida (New Okhla Industrial Development Authority) e [[Gaziabade], no estado de Utar Pradexe. Deli está dividida em nove distritos. Cada distrito (divisão) é chefiada por um comissário adjunto e possui três subdivisões. Um magistrado chefia cada subdivisão. Todos os comissários adjuntos se reportam ao comissário divisional. A administração distrital de Deli é o órgão de execução de todas as políticas de governo estadual e central.
A Suprema Corte tem jurisdição sobre Deli. Deli possui também tribunais inferiores: o Tribunal de Pequenas Causas (Small Causes Court) para processos cíveis e o Tribunal de Sessões (Sessions Court) para processos criminais. A polícia de Deli, chefiada pelo comissário de polícia, é uma das maiores forças policiais metropolitana no mundo. Deli dividida em nove distritos policiais, que estão subdivididos em 95 delegacias de polícia local.

## Governo e política

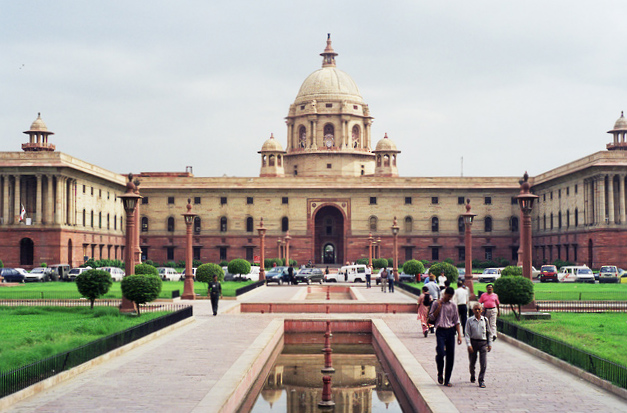
O Bloco Norte do Prédio do Secretariado (Secretariat Building), construído em 1931 na época do Raj (Índia britânica), abriga os principais escritórios do governo.

Antes conhecida como um território especial da União, o Território da Capital Nacional de Deli possui sua própria assembleia legislativa, tenente-governador, conselho de ministros e ministro-chefe. Os lugares da assembleia legislativa são preenchidos por eleição direta nas circunscrições territoriais do TCN. No entanto, o governo federal da Índia e o Governo do Território da Capital Nacional administram conjuntamente Nova Deli. Nova Deli, uma área urbana em Deli, é a sede tanto do Território da Capital Nacional de Deli quanto do Governo da Índia.
Embora serviços como o transporte e outros são atendidos pelo governo de Deli, serviços como o policiamento estão diretamente sob o controle do Governo Central. O Parlamento da Índia, o Rashtrapati Bhavan (palácio presidencial) e a Suprema Corte da Índia estão localizados em Nova Deli. Existem 70 distritos eleitorais e sete Lok Sabha (câmara baixa do parlamento indiano) em Deli.
Deli foi um reduto tradicional do Partido do Congresso Nacional Indiano, também conhecido como Partido do Congresso. Na década de 1990, o Partido Bharatiya Janata, sob a liderança de Madan Lal Khurana chegou ao poder, no entanto, em 1998, o Partido do Congresso retomou o poder sob a liderança de Sheila Dixit, o atual ministro-chefe. O Partido do Congresso manteve o poder na assembleia legislativa nas eleições de 2003 e 2008.

## Demografia
| Crescimento populacional do TCN de Deli | Crescimento populacional do TCN de Deli | Crescimento populacional do TCN de Deli | Crescimento populacional do TCN de Deli | Crescimento populacional do TCN de Deli | Crescimento populacional do TCN de Deli | Crescimento populacional do TCN de Deli |
| Ano                                     | habitantes                              | var.                                    |                                         | Ano                                     | hab.                                    | var.                                    |
| --------------------------------------- | --------------------------------------- | --------------------------------------- | --------------------------------------- | --------------------------------------- | --------------------------------------- | --------------------------------------- |
| 1901                                    | 405 819                                 |                                         | 1981                                    | 6 220 406                               | 53%                                     |                                         |
| 1911                                    | 413 851                                 | 2%                                      | 1991                                    | 9 420 644                               | 51,4%                                   |                                         |
| 1921                                    | 488 452                                 | 18%                                     | 2001                                    | 13 850 507                              | 47%                                     |                                         |
| 1931                                    | 636 246                                 | 30,3%                                   |                                         |                                         |                                         |                                         |
| 1941                                    | 917 939                                 | 44,3%                                   |                                         |                                         |                                         |                                         |
| 1951 [♦]                                | 1 744 072                               | 90%                                     |                                         |                                         |                                         |                                         |
| 1961                                    | 2 658 612                               | 52,4%                                   |                                         |                                         |                                         |                                         |
| 1971                                    | 4 065 698                               | 52,9%                                   |                                         |                                         |                                         |                                         |

[♦] ^ O alto crescimento populacional em 1951 foi devido à migração
em grande escala após a Partição da Índia em 1947.

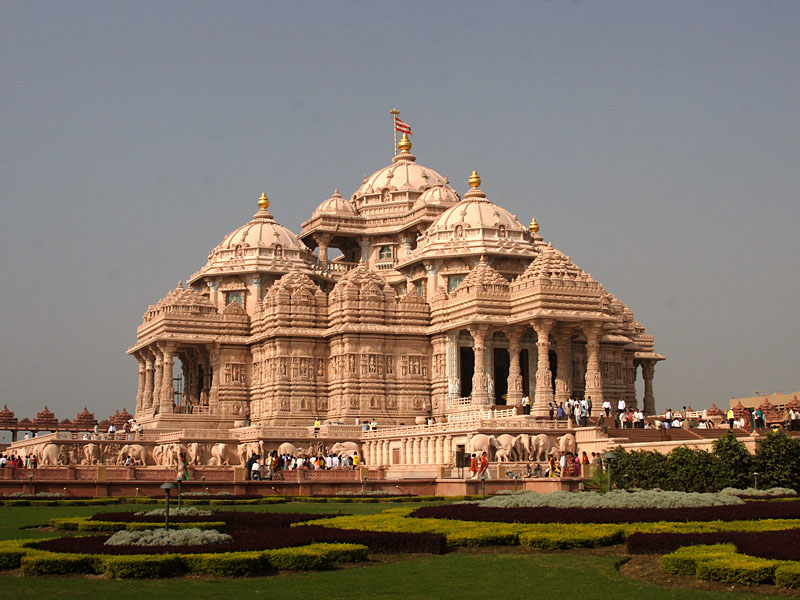
Os hindus representam 82% da população de Deli. Acima, templo de Akshardham, o maior templo hindu no mundo.

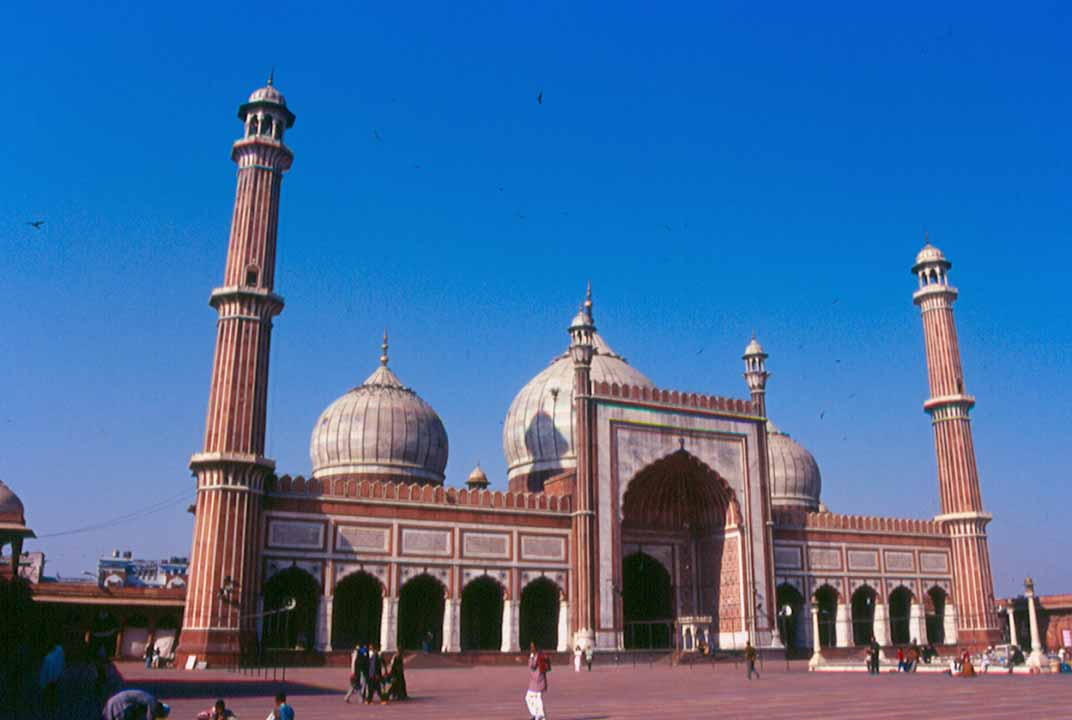
Os muçulmanos representam 12% da população de Deli. Acima, Jama Masjid, a maior mesquita da Índia.

De acordo com o censo de 2001, Deli é a terceira maior aglomeração urbana da Índia com 12 877 470 habitantes (sem ultrapassar os limites do TCN), após o aglomerado urbano da Grande Bombaim e o aglomerado urbano de Calcutá. Estimativas indicam que se forem consideradas a população de áreas urbanas contíguas a Deli (conurbação) fora do TCN, como as cidades de Faridabad e Gurgaon no estado de Haryana e Gaziabade no estado de Utar Pradexe, e ainda, projetado o crescimento anual da última década, a população do aglomerado urbano de Deli atingiria 21,5 milhões de habitantes em 2007, contra 19,3 de Mumbai e 14,7 de Calcutá, utilizando o mesmo critério, o que a tornaria a maior cidade (aglomerado urbano) da Índia. Apenas projetando a população do censo de 2001 para 2007, ela já se tornaria o segundo maior aglomerado da Índia com 16,6 milhões de habitantes, atrás apenas do aglomerado urbano da Grande Mumbai.
Muitos grupos étnicos e culturas estão representados em Deli, fazendo dela uma cidade cosmopolitana. Por ser o centro político e econômico do norte da Índia, a cidade atrai trabalhadores, tanto operacionais quanto executivos, de todas as partes da Índia, reforçando ainda mais a sua diversidade. Como centro diplomático, sede de embaixadas de 160 países, Deli possui também uma grande população expatriada.

### Censo de 2001
O censo da Índia de 2001 apontou os seguintes números para o Território da Capital Nacional de Deli:
- População de 13 850 507 habitantes e densidade demográfica 9 340 hab./km² (9 420 644 habitantes e 6 352 hab./km² em 1991). Aumento populacional de 47,02% em relação ao censo de 1991 contra 21,34% da Índia como um todo. Taxa de crescimento anual da população de 3,85%, quase o dobro da Índia;
- População urbana do TCN de Deli 12 905 780 (93,18% do total) e rural 944 727 habitantes. Área urbana de 924,68 km² e rural 558,32 km² (685,34 km² e 797,66 km², respectivamente em 1991). Densidade demográfica urbana de 13.957 hab./km²;
- População feminina de 6 243 273 e masculina de 7 607 274, proporção de 821 mulheres para cada 1 000 homens (827/1 000 no censo de 1991);
- A população urbana do TCN de 12 905 780 habitantes está distribuída em quatro cidades: o aglomerado urbano de Deli (Delhi U.A) com 12 877 470 habitantes, Asola com 5 003, Bhati com 15 888 e Jona Pur com 7 419, estas três últimas designadas "cidades censitárias" (Census Town — CT);[36]
- População do TCN de Deli projetada para 1 de março de 2008: 17 076 000 habitantes;[38]
- Taxa de alfabetização (para população com 7 anos ou mais): 81,67% (75,29% em 1991), sendo 87,33% para homens e 74,71% para mulheres (82,01% e 66,99% respectivamente, em 1991);
- Migração: Dos 13 850 507 habitantes de Deli, 8 204 230 (59,2%) são provenientes do próprio TCN de Deli, 5 318 362 (38,4%) são provenientes de outros estados indianos, principalmente Utar Pradexe (49,61%), Bihar (13,87%) e Haryana (10,26%), e os restantes 327 915 habitantes (2,4%) não nasceram na índia.[39] Estimativas indicam que de 1 de julho de 2000 a 1 de julho de 2001, a população da cidade aumentou em 490 000 habitantes, 215 000 provenientes de crescimento natural e 275 000 provenientes de imigração;
- Religião: o hinduísmo é a religião de 82% da população de Deli. Há também grande comunidades de muçulmanoss (11,72%), siques (4,01%), jainistas (1,12%) e cristãos (0,94%) na cidade.[40]
- Famílias: 2 733 383 em Deli, média de 5,06 pessoas por família.[41]

| Distribuição da população por faixa etária e sexo | Distribuição da população por faixa etária e sexo | Distribuição da população por faixa etária e sexo | Distribuição da população por faixa etária e sexo | Distribuição da população por faixa etária e sexo | Distribuição da população por faixa etária e sexo | Distribuição da população por faixa etária e sexo | Distribuição da população por faixa etária e sexo | Distribuição da população por faixa etária e sexo |
| Faixa etária                                      | 0-14                                              | 15-19                                             | 20-24                                             | 25-29                                             | 30-39                                             | 40-49                                             | 50-59                                             | 60+                                               |
| ------------------------------------------------- | ------------------------------------------------- | ------------------------------------------------- | ------------------------------------------------- | ------------------------------------------------- | ------------------------------------------------- | ------------------------------------------------- | ------------------------------------------------- | ------------------------------------------------- |
| homens                                            | 31,64%                                            | 10,75%                                            | 10,73%                                            | 9,81%                                             | 15,94%                                            | 10,72%                                            | 5,59%                                             | 4,83%                                             |
| mulheres                                          | 33,53%                                            | 9,81%                                             | 9,82%                                             | 9,85%                                             | 16,05%                                            | 9,92%                                             | 5,37%                                             | 5,66%                                             |
| Total                                             | 32,49%                                            | 10,33%                                            | 10,32%                                            | 9,83%                                             | 15,99%                                            | 10,36%                                            | 5,49%                                             | 5,2%                                              |

| Distribuição da população de Deli pelos distritos | Distribuição da população de Deli pelos distritos | Distribuição da população de Deli pelos distritos | Distribuição da população de Deli pelos distritos | Distribuição da população de Deli pelos distritos | Distribuição da população de Deli pelos distritos | Distribuição da população de Deli pelos distritos |
| Distrito                                          | População                                         | População                                         | População                                         | %                                                 | Área                                              | Densidade                                         |
| Distrito                                          | Total                                             | Rural                                             | Urbana                                            | Urbana                                            | km²                                               | hab./km²                                          |
| ------------------------------------------------- | ------------------------------------------------- | ------------------------------------------------- | ------------------------------------------------- | ------------------------------------------------- | ------------------------------------------------- | ------------------------------------------------- |
| Noroeste                                          | 2 860 869                                         | 265 363                                           | 2 595 506                                         | 9 072                                             | 440                                               | 6 502                                             |
| Norte                                             | 781 525                                           | 46 585                                            | 734 940                                           | 9 404                                             | 60                                                | 13 025                                            |
| Nordeste                                          | 1 768 061                                         | 141 547                                           | 1 626 514                                         | 9 199                                             | 60                                                | 29 468                                            |
| Leste                                             | 1 463 583                                         | 18 223                                            | 1 445 360                                         | 9 875                                             | 64                                                | 22 868                                            |
| Nova Deli                                         | 179 112                                           | 0                                                 | 179 112                                           | 10 000                                            | 35                                                | 4 117                                             |
| Central                                           | 646 385                                           | 0                                                 | 646 385                                           | 10 000                                            | 25                                                | 25 855                                            |
| Oeste                                             | 2 128 908                                         | 86 794                                            | 2 042 114                                         | 9 592                                             | 129                                               | 16 503                                            |
| Sudoeste                                          | 1 755 041                                         | 225 454                                           | 1 529 587                                         | 8 715                                             | 420                                               | 4 179                                             |
| Sul                                               | 2 267 023                                         | 160 761                                           | 2 106 262                                         | 9 291                                             | 250                                               | 9 068                                             |
| TCN de Deli                                       | 13 850 507 \|                                     | 944 727 \|                                        | 12 905 780 \|                                     | 9 318 \|                                          | 1 483 \|                                          | 9 340                                             |

Em 2004, dados dos registros civis apontaram:
- Taxa de natalidade 20,03 por mil habitantes, 24,1 em toda a Índia;
- Taxa de mortalidade 5,59 por mil habitantes, 7,5 em toda a Índia;
- Taxa de mortalidade infantil 13,08 por mil habitantes (24,49 em 2001), 58 em toda Índia;

De acordo com uma estimativa de  1999–2000, o número total de pessoas vivendo abaixo da linha da pobreza, definida como vivendo com US$ 11 ou menor por mês, em Deli era 1 149 000 (que representava 8,23% da população total, comparada com 27,5% da Índia como um todo).
Dwarka, maior colonia residencial planejada da Ásia, está localizada dentro do Território da Capital Nacional de Deli.
O hindustâni é a principal língua falada enquanto o inglês é a principal língua escrita da cidade.[carece de fontes?] Outras línguas comumente faladas na cidade são dialetos do hindi, panjabi e urdu. Grupos linguísticos de toda a Índia estão bem representados na cidade, entre eles estão o panjabi, hariani, biari, bengali, sindi, tâmil, rajastani, garhwali, telugo, canarês, malaiala, marata e gujarati, nesta ordem.
Em 2005, Deli representava a maior porcentagem (16,2%) dos crimes relatados nas 35 cidades da Índia com população de um milhão de habitantes ou mais. A cidade também possuía a mais alta taxa de crimes contra a mulher (27,6 comparado a taxa média nacional de 14,1 por 100.000) e contra a criança (6,5 comparado a média nacional de 1,4 por 100.000) do país.

## Economia
Com um produto interno líquido estimado em 2007 de 1 182 bilhões * INR (24,5 bilhões * US$) em termos nominais e 3 364 bilhões INR (69,8 bilhões US$) em termos de paridade do poder de compra, Deli é o maior centro comercial do norte da Índia. Em 2007, Deli teve uma renda per capita de Rs. 66.728 (US$ 1.450) a preços correntes, a terceira maior da Índia após Chandigarh e Goa. O setor terciário contribui com 70,95% do PIB de Deli, enquanto que os setores secundário e primário contribuem com 25,2% e 3,85%,  respectivamente. A força de trabalho de Deli representa 32,82% da população, apresentando um crescimento de 52,52% entre 1991 e 2001. A taxa de desemprego de Deli caiu de 12,57% em 1999–2000 para 4,63% em 2003.
As principais atividades de serviços incluem a tecnologia da informação, telecomunicações, hotéis, bancos, mídia e turismo. A indústria de transformação de Deli também tem crescido consideravelmente visto que muitas indústrias de bens de consumo têm instalado unidades fabris e sedes em Deli e seus arredores. O grande mercado consumidor de Deli, associado a fácil disponibilidade de mão de obra especializada, tem atraído investimentos estrangeiros em Deli. Em 2001, o setor manufatureiro empregava 1 440 000 trabalhadores enquanto o número de unidades industriais era de 129 000. Construção, energia, telecomunicações, saúde e serviços à comunidade, e imobiliária são atividades que fazem parte integrante da economia de Deli. Deli possui a maior atividade varejista da Índia e uma das que mais crescem. Como resultado, os preços dos imóveis estão crescendo e Deli é atualmente a 7ª área de escritórios mais cara do mundo. Como no resto da Índia, o rápido crescimento do varejo é esperado afetar o tradicional sistema de comércio informal.

## Transportes

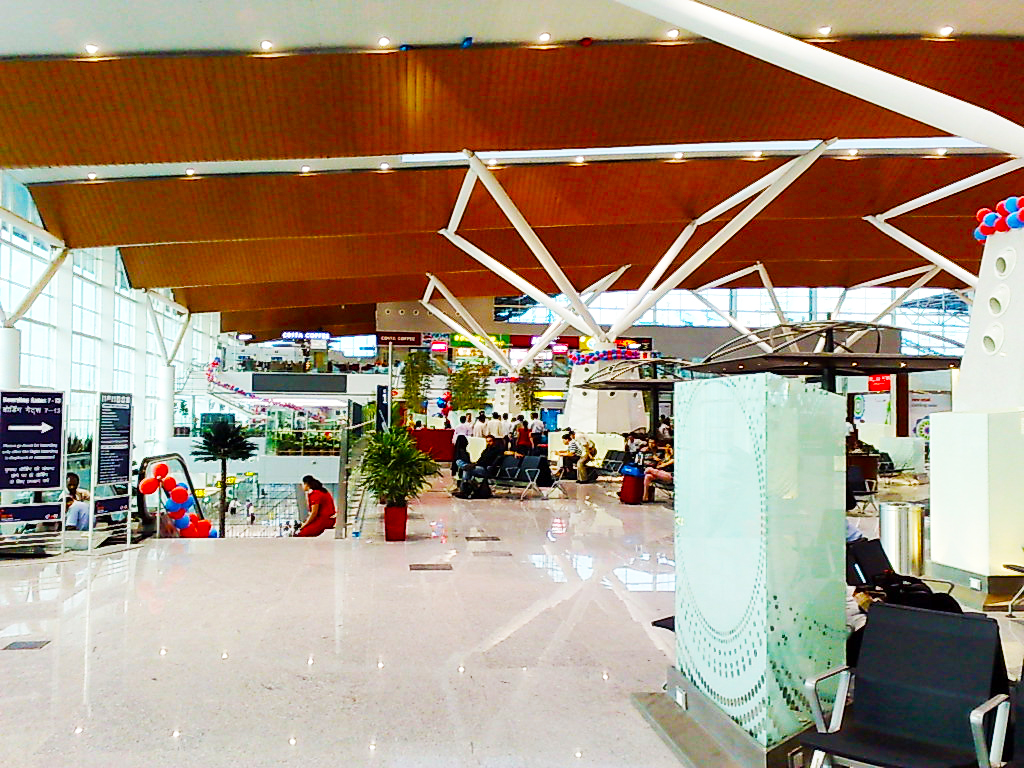
O Aeroporto Internacional Indira Gandhi é um dos aeroportos mais movimentados da Ásia Meridional. Na foto, terminal 1D do aeroporto.

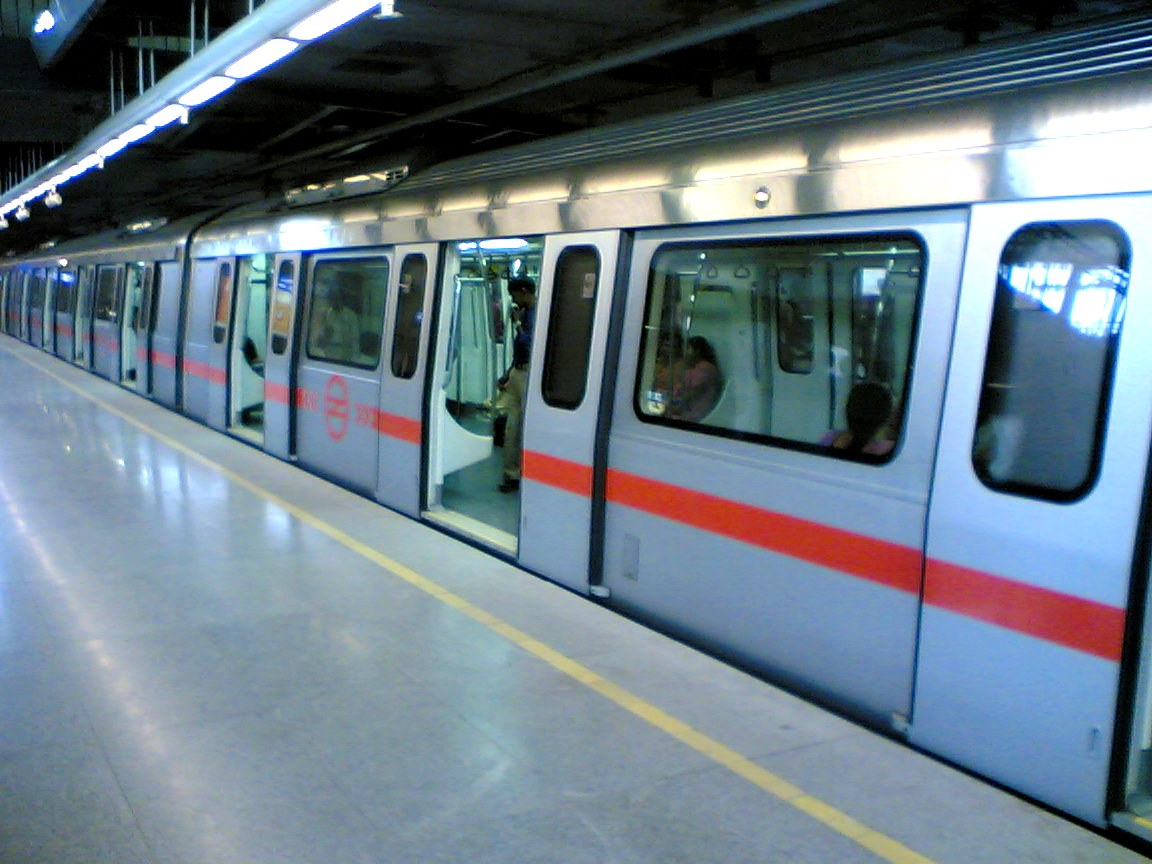
Metrô de Deli

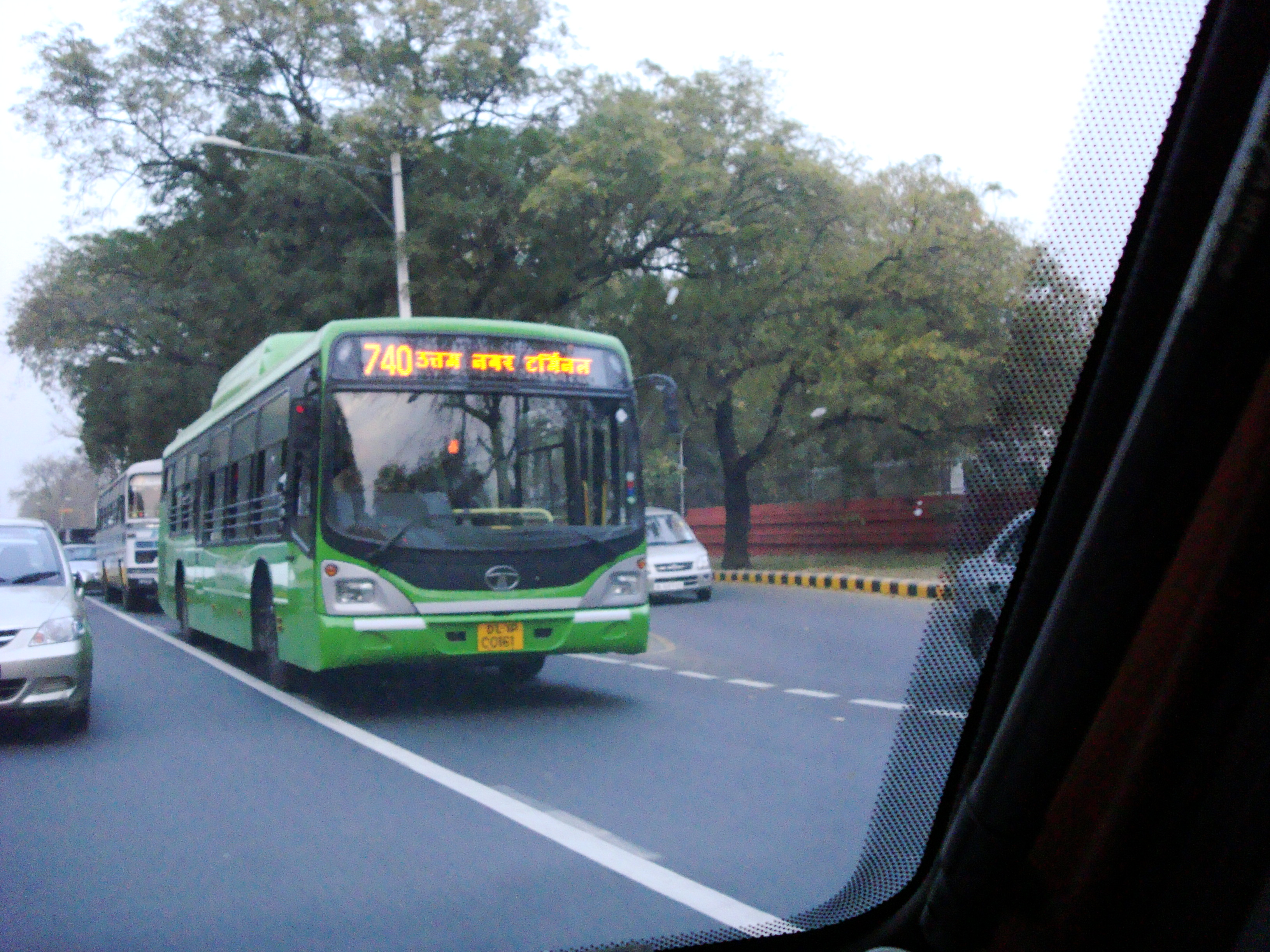
Ônibus de Deli movido a gás natural

O transporte público de Deli é composto por ônibus, auto-riquixás e um sistema de metrô.
O ônibus é o meio de transporte mais popular respondendo por cerca de 60% da demanda. A empresa pública Delhi Transport Corporation (DTC) é a maior empresa de ônibus da cidade. A DTC opera a maior frota de ônibus movidos a GNV do mundo.  Um sistema de veículo leve sobre pneus opera entre Ambedkar Nagar e Delhi Gate.
O Metrô de Deli, operado pela Delhi Metro Rail Corporation (DMRC), atende muitas partes de Deli bem como a cidade satélite de Noida em Utar Pradexe. Em 2009, o metrô consistia de três linhas com extensão total de 90 km e 78 estações, com várias outras linhas em construção. A linha 1 opera entre "Rithala" e "Shahdara", a linha 2 entre "Jahangirpuri" e "Central Secretariat" e a linha 3 entre "Dwarka Sector 9" e "Noida City Centre". A fase-II do sistema está em construção e terá um total de 128 km. É prevista sua conclusão em 2010. A fase-I, em operação, foi construída ao custo de 2,3 bilhões US$ e a fase-II irá custar um adicional de 4,3 bilhões US$. As fases-III e IV estarão completas em 2015 e 2020 respectivamente, criando uma rede de 413,8 km, mais longa que o Metrô de Londres.
O Auto riquixá é um meio de transporte público popular em Deli, pois cobra uma tarifa mais barata que os táxis. A maioria são movidos a GNV e são amarelo e verde. Os táxis não fazem parte do transporte público de Deli, embora exista bastante disponibilidade. Particulares operam a maioria dos táxis, e a maioria dos bairros possui ponto de táxis onde estes podem ser solicitados ou pegos. Além disso, rádio táxis com ar condicionado, que podem ser solicitados por telefone através de uma central, estão se tornando popular, cobrando uma taxa fixa por quilômetro.
Deli é um importante entroncamento no mapa ferroviário da Índia e é a sede da Zona das Ferrovias do Norte (Northern Railways Zone), uma das 16 zonas da Indian Railways. As cinco principais estações ferroviárias são New Delhi Railway Station, Old Delhi, Nizamuddin Railway Station, Anand Vihar Railway Terminal e Sarai Rohilla.
Deli está ligada com outras cidades através de muitas auto-estradas e vias expressas. Deli atualmente possui três vias expressas e outras três estão em construção para ligá-la com seus subúrbios prósperos e comerciais. A Delhi-Gurgaon Expressway liga Deli a Gurgaon e ao aeroporto internacional. A DND Flyway e a Noida-Greater Noida Expressway conectam Deli com dois prósperos subúrbios. A grande Noida vai ter um novo aeroporto enquanto Noida vai ser sede do Grande Prêmio da Índia.
O Aeroporto Internacional Indira Gandhi (DEL) está situado na parte ocidental de Deli e serve como porta de entrada principal para o tráfego aéreo doméstico e internacional da cidade. Em 2006–2007, o aeroporto registrou um tráfego de mais de  23 milhões de passageiros, fazendo dele um dos aeroportos de maior movimento do Ásia Meridional. O terminal 3 está atualmente em construção e terá capacidade adicional de 34 milhões de passageiros por ano a partir 2010. Outros projetos de expansão permitirá ao aeroporto movimentar mais de 100 milhões de passageiros por ano a partir de 2020. O Aeroporto de Safdarjung é outro campo de pouso em Deli usado para a aviação geral.

## Lugares de interesse em Deli
- Forte Vermelho
- Porta da Índia
- Gurdwara Gurdwara Bangla Sahib (templo sique)
- Túmulo de Humaium
- Jama Masjid (Grande Mesquita)
- Complexo de Qutb que inclui o Qutb Minar

## Cultura e sociedade

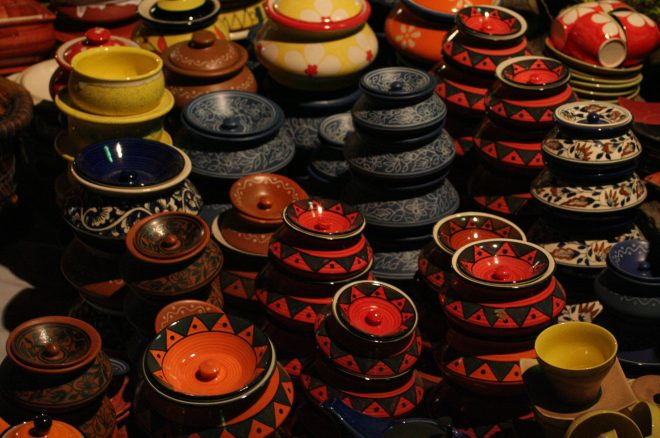
Cerâmica tradicional em exposição noDilli Haat

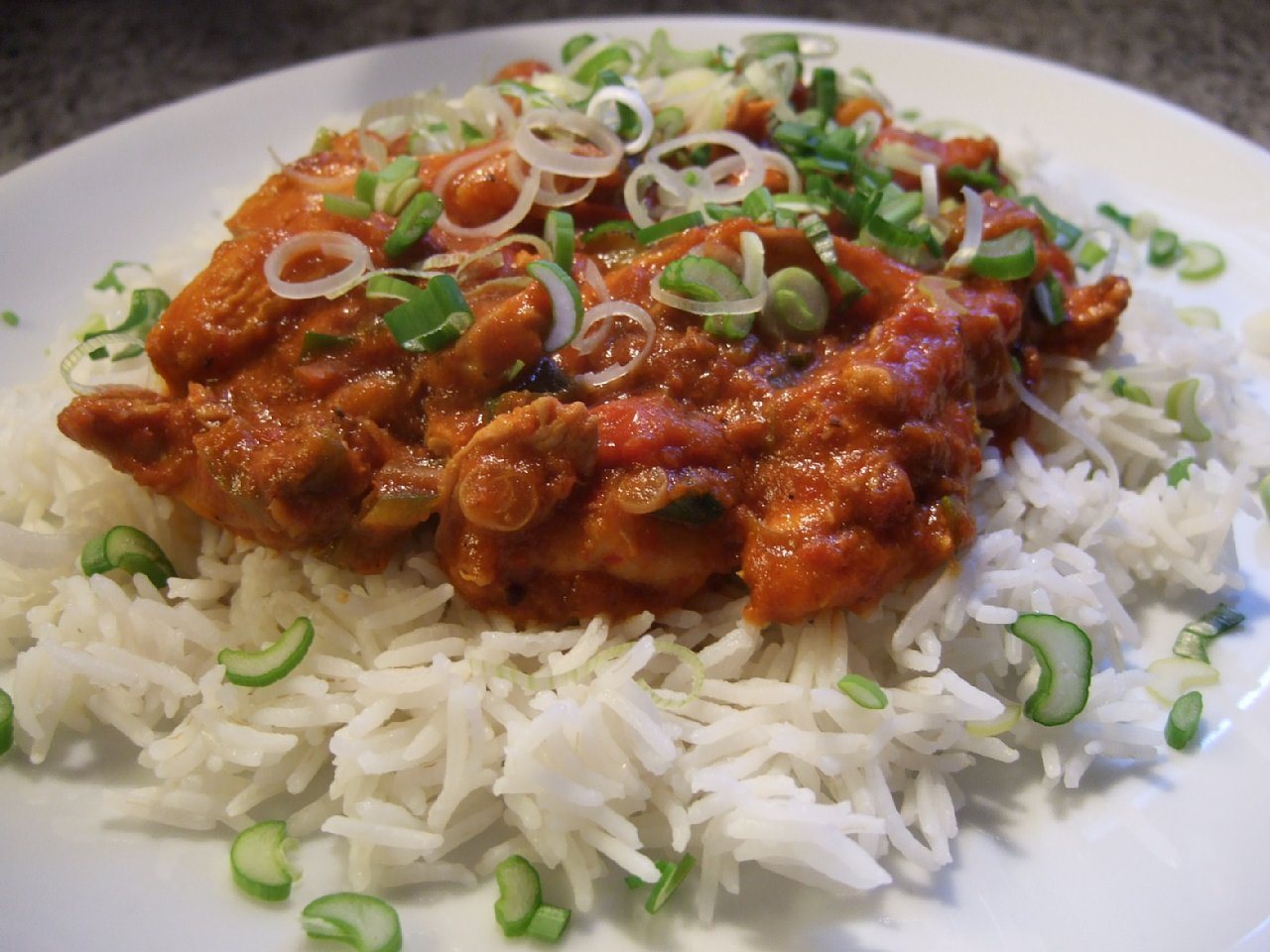
Frango ', um prato típico da cidade

Deli possui uma cultura muito influenciada por sua história longa e associada como a capital da Índia. Isto é exemplificado por muitos monumentos de importância encontrados na cidade. O Levantamento Arqueológico da Índia reconhece 1 200 edifícios históricos e 175 monumentos em Deli como património nacional. A Cidade Velha é o local onde os Mongóis e os governantes turcos construíram várias maravilhas arquitetônicas, como a Jama Masji (maior mesquita da Índia) e o Forte Vermelho. Três sítios do Patrimônio Mundial, o Forte Vermelho, Qutb Minar e túmulo de Humaium, estão localizados em Deli. Outros monumentos incluem a Porta da Índia, o Jantar Mantar (observatório astronômico do século XVIII) e o Purana Qila (uma fortaleza do século XVI). O Templo Laxminarayan e o Templo de Lótus Bahá'í, são exemplos da arquitetura moderna. Diversos imóveis, edifícios governamentais e residências oficiais retratam a arquitetura colonial britânica. Estruturas importantes incluem o Rashtrapati Bhavan, Rajpath, o Parlamento da Índia e Vijay Chowk.

### Educação

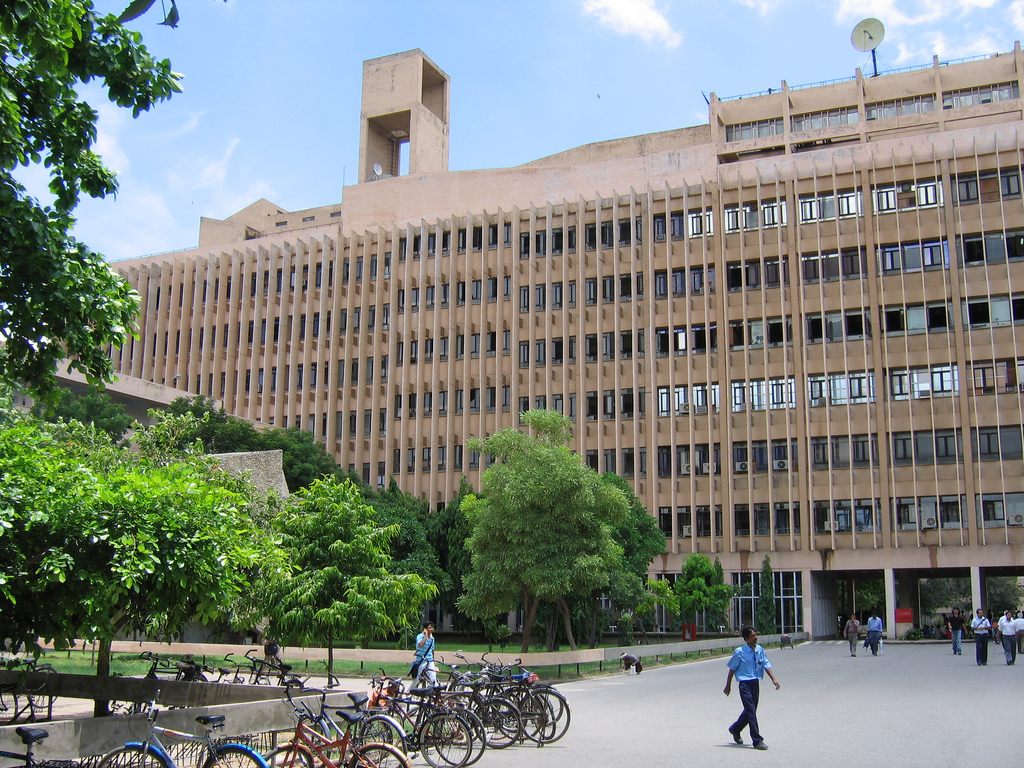

A educação em Deli é uma das melhores da Índia. Vários centros de formação profissional e acadêmicos são encontrados na cidade. Com o desenvolvimento do Porto, educação recebeu grandes investimentos e garantiu desenvolvimento. A educação primária é frequentemente pública. Uma proporção muito grande de crianças estão aprendendo nas escolas secundárias. A educação feminina se desenvolveu mais do que a educação masculina em todos os níveis, tendo em vista que a antiga cultura da Índia prioriza os homens. Muitos estudantes de todas as partes da Índia são encontrados nas diversas instituições da cidade. Há também muitas instituições de ensino privadas, principalmente na área artística, comercial, científica, tecnológica, medicina, direito e gestão empresarial, oferecendo ensino reconhecido nacionalmente. Entre as mais importantes instituições de ensino superior, está incluída a Universidade de Deli, o Instituto Indiano de Tecnologia Deli e a Universidade Jawaharlal Nehru.
As escolas particulares em Deli, que utilizam tanto o inglês quanto o hindi como língua de instrução, são filiados a uma das duas entidades que administram a área educacional na cidade: o Conselho das Escola Indianas (COEIN); e o Conselho Central de Educação Secundária (CCES). Em 2004, cerca de 15,29% dos alunos indianos da cidade estavam matriculados em escolas primárias, 8,22% em escolas de ensino médio e 6,69% em escolas secundárias de tempo integral. Apesar de as mulheres serem maioria em número de pessoas, estudantes do sexo feminino representam 49% do total de matrículas, contra 51% de representação do sexo masculino. No mesmo ano, o governo de Deli gastou entre 1,58% e 1,95% do seu PIB em atividades oriundas da educação.
Depois de completar os dez anos da fase secundária da sua educação, os estudantes geralmente passam os próximos dois anos em faculdades primárias ou secundárias com instalações modernas, durante os quais os estudos tornam-se mais concentrados, avaliativos e nacionalizados. Entre os assuntos relacionados à grade curricular estudados por grande parte dos estudantes de Deli, estão as artes liberais, comércio, ciência, sociologia, biologia e ramos da matemática, história e geografia. Notáveis instituições de ensino superior em Deli incluem o Instituto Indiano de Ciências Médicas; Universidade Jawaharlal Nehru, Instituto Indiano de Tecnologia (campus em Deli), Universidade Tecnológica de Deli, Escola de Economia de Deli e Instituto Indiano de Comércio Exterior. Em 2008, cerca de 16% de todos os residentes de Deli possuíam pelo menos uma pós-graduação.

## Desporto

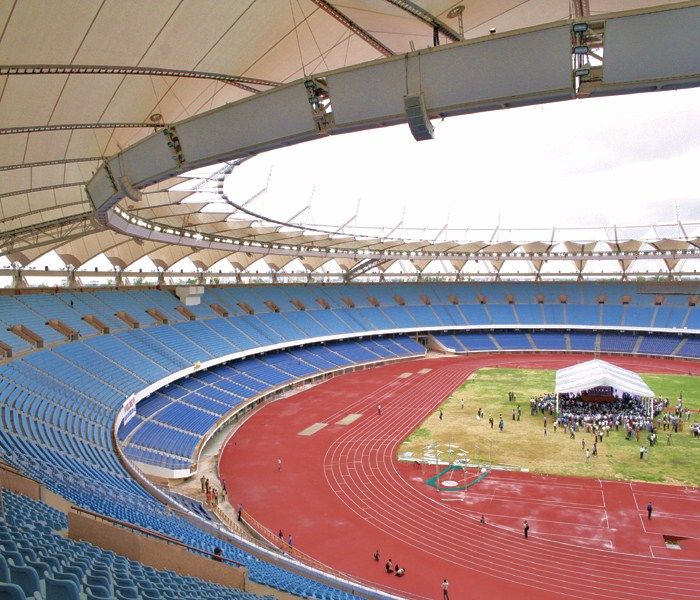
O estádio Jawaharlal Nehru é o terceiro maior estádio na Índia

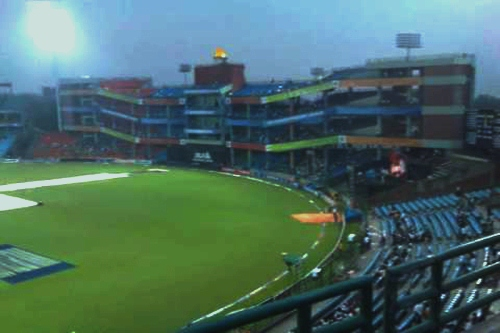
Feroz Shah Kotla Ground, casa do time de críquete Delhi Daredevils da Indian Premier League

O críquete é o esporte mais popular em Deli. Há várias áreas esportivas na cidade dedicadas a esse esporte. O Feroz Shah Kotla é um dos estádios de críquete mais antigos da Índia e referência na realização de jogos internacionais de críquete.
A cidade também é a sede de dois times de críquete da Indian Premier League: o Delhi Daredevils e os Delhi Giants (anteriormente chamado de Jets Delhi). Outros esportes, como o hóquei, futebol, basquete, tênis, golfe, natação, halterofilismo e tênis de mesa também são muito populares na cidade.
O  Estádio Jawaharlal Nehru e a Arena Indira Gandhi são as principais praças esportivas da cidade.
No passado, Deli sediou  diversos eventos esportivos nacionais e internacionais, como a primeira (1951) e a nona (1982) edição dos Jogos Asiáticos. A cidade recebeu também os Jogos da Comunidade de 2010, que é o maior evento esportivo sediado pelo país em todos os tempos. Esse foi o maior evento multiesportivo realizado no subcontinente indiano, sendo a primeira vez que os Jogos acontecerão na Índia, e a segunda que serão realizados na Ásia (a primeira foi em 1998, em Kuala Lumpur).
A cidade perdeu o processo de escolha dos Jogos Asiáticos de 2014, para Incheon na Coreia do Sul mas é candidata aos Jogos Olímpicos de Verão de 2020.

## Cidades-irmãs
Deli possui acordos de cooperação com as seguintes cidades:
- Londres, Reino Unido
- Chicago, Estados Unidos
- Kuala Lumpur, Malásia
- Moscou, Rússia
- Tóquio, Japão
- Ulan Bator, Mongólia